# Верхние Анатриялы
Ве́рхние Анатрия́лы (чув. Малтикас) — деревня в Цивильском районе Чувашской Республики. Входит в состав Рындинского сельского поселения.

## География
Находится в северной части Чувашии на расстоянии приблизительно 7 км на запад по прямой от районного центра города Цивильск на правом берегу реки Унга.

## История
Известна с 1859 года, когда здесь было 17 дворов, 97 жителей. В 1926 году учтен 51 двор, 240 жителей, 1939—262 жителя, 1979—164 жителя. В 2002 году 59 дворов, 2010 — 34 домохозяйства. В период коллективизации был образован колхоз «Серп», в 2010 году действовало ООО "Агрофирма «Кибекси».

## Население
Постоянное население составляло 89 человек (чуваши 94 %) в 2002 году, 62 в 2010.